# Казас Ілля Ілліч
Ілля Ілліч Казас (дав-євр. אליהו בן אליה קזז Элияhу бен Елія Казаз; (11) 23 березня 1832, Армянськ — 14 січня 1912, Євпаторія) — видатний караїмський просвітитель, педагог і поет. Він став одним з найбільш видатних членів караїмської громади Криму своєї епохи, показавши чого може досягти виходець із простої караїмської сім'ї. Ілля Казас був високоосвіченою людиною, знав 11 мов, з них 4 — древні.

## Біографія
Народився в місті Ермєні-Базар Перекопського повіту Таврійської губернії. У віці 5 років відданий батьками в місцевий «мідраш» (парафіяльне караїмське училище). Після закінчення «мідраша» і євпаторійської вищої богословської школи, Казас екстерном склав іспити за курс гімназії в Херсоні.

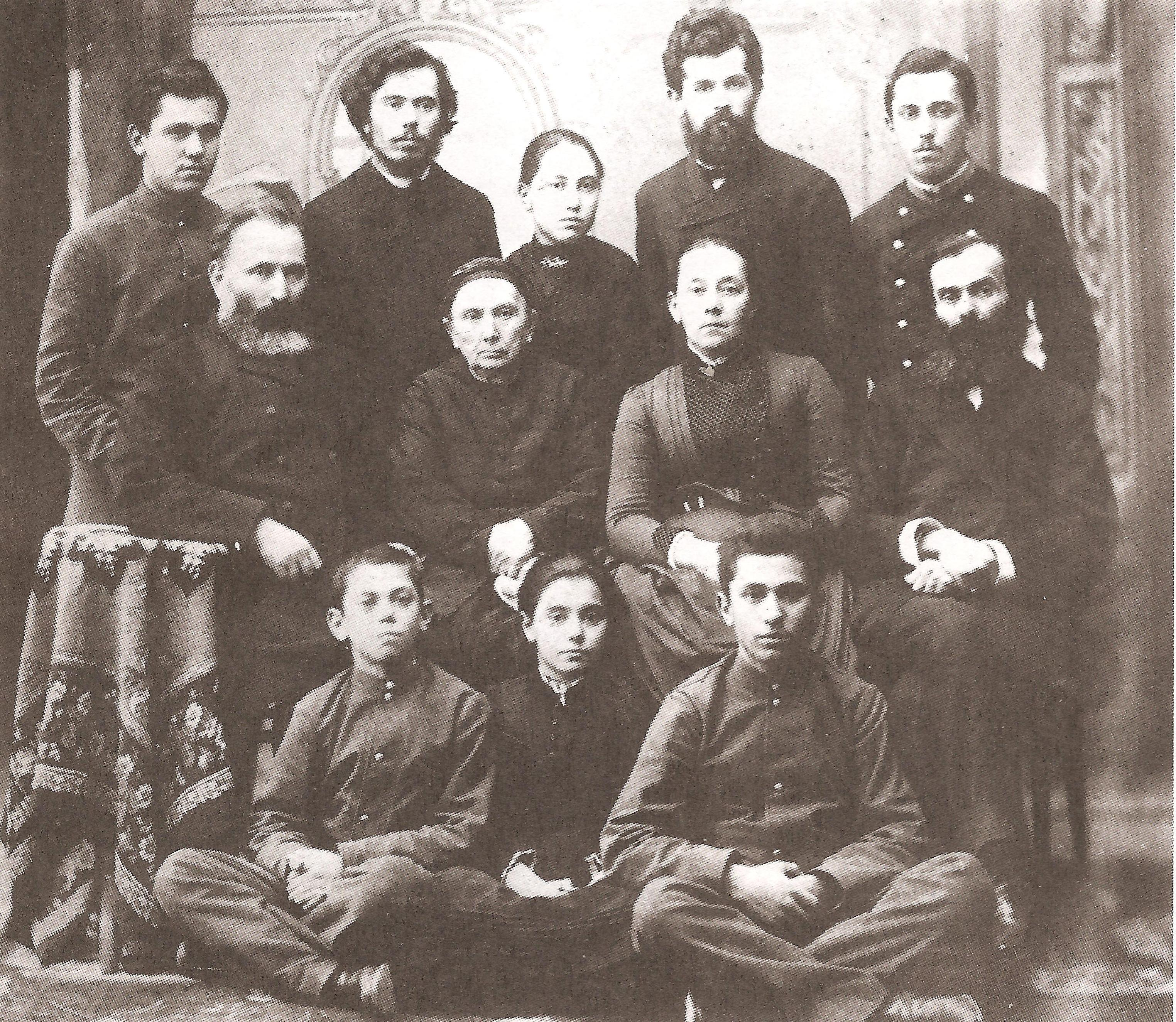
Ілля Казас (сидить ліворуч) у колі сім'ї. Євпаторія, 1890-і рр.

Закінчивши знамениту свого часу зразкову школу Яшара Луцького і «пишучи вірші на величній мовою Біблії», протягом 6 місяців працював прикажчиком в одному з модних одеських магазинів.
З 1853 по 1855 рік Казас навчався в Московському університеті, проте в жовтні 1855, не закінчивши навчання, вступив на факультет Східних мов Санкт-Петербурзького університету. 16 вересня 1859 Ілля Казас з відзнакою закінчив курс, захистивши при цьому ступінь кандидата наук, і став першим караїмом з вищою освітою і науковим ступенем.
З Санкт-Петербурга переїхав до Одеси, де в 1859 році відкрив приватну караїмську школу, але пропрацював там недовго. У 1863 році переїхав до Сімферополя, де влаштувався викладачем історії у Сімферопольську чоловічу гімназію, де пропрацював протягом 18 років. Ілля Казас — автор проекту створення Сімферопольської татарської вчительської школи (1872); з 1881 по 1894 працював у ній інспектором. Крім того, перебував на посаді цензора газети «Перекладач-Терджиман» (до 1905) і очолював Олександрівське духовне караїмське училище. Про його високий авторитет серед кримських караїмів яскраво свідчить той факт, що він був радником гахама Самуїла Пампулова.
Опублікував такі підручники, як «Лерегель Гайладім» («Керівництво для дітей») (написаний на івриті в 1868—1869) і «Підручник російської мови для татарських елементарних шкіл», написаний 1873—1875. Особливо яскраво Ілля Ілліч проявив себе як перекладач. Завдяки його зусиллям сучасники познайомилися з багатьма відомими літературними творами, такими як «Торат Гаадам» («Начала Етики») і «Ківшоно Шель Олам» («Світові таємниці»), в яких Ілля Казас представив переклади скорочених і перероблених їм творів французів Поля Жане і Жюля Симона.
Редагував Одеський караїмський журнал «Давул» («Барабан») і сімферопольську газету «Таврида». З травня 1882 року на газету став чинитися тиск влади, внаслідок чого 1883 року її було закрито.
Помер у Євпаторії 14 січня 1912 року. Був похований на євпаторійському караїмському кладовищі. Надгробний пам'ятник з могили Іллі Казаса знаходиться в лапідарії караїмських кенас у Євпаторії.
Меморіальна дошка Казасу встановлена на будівлі колишньої чоловічої гімназії Сімферополя (нині — школа № 1). У 1990 році Кримським відділенням Українського Фонду Культури заснована премія ім. І. І. Казаса.

## Сім'я
Одружений був з двоюрідною сестрою караїмського гахама Самуїла Панпулова Бюбюш Бераховне Панпуловою. Діти І. І. Казаса і Б. Б. Панпулової:
- Ілля народився 3 липня 1860 р.;
- Бераха (Борис) — 14 грудня 1861 р.;
- Азарий — 15 травня 1865 р.;
- Анна — 13 грудня 1867 р.;
- Мордехай (Марк) — 18 липня 1870 р.;
- Михайло — 21 травня 1872 р.;
- Еммануїл — 31 січня 1875 р.;
- Сарра — 21 лютого 1876.

## Праці
- Казас И. И. Арфа Давида: стихи // Караимская жизнь. — Москва, 1911. — Кн. 3-4. (август-сентябрь). — С. 3-4.
- [Казас И. И.] Еврейские погромы в Таврической губернии // Таврида. — Симферополь, 1881. — № 61.
- [Казас И. И.] Караимы, их обряды и учение // Таврические губернские ведомости. — Симферополь, 1869. — № 8.
- Казас И. И. К друзьям: стихи / пер. К. А. // Караимская жизнь. — Москва, 1911. — Кн. 3-4. (август-сентябрь). — С. 5.
- Казас И. И. Кившоно Шель Олам, т.е. «Мировые тайны» (по Жюлю Симону). Рассуждения о Боге, провидении и бессмертии: На древнеевр. яз. — Евпатория: тип. М. Л. Мурованского, 1899.
- Казас И. И. Лерегель Гайладим. Учебник древнееврейского языка с татарским переводом. — Одесса, 1868. — Ч. I; 1868. — Ч. II.
- Казас И. О мерах для поддержания Чуфут-Кале // Известия Таврической Ученой Архивной Комиссии. — Симферополь, 1890. — № 10. — сс. 61-73.
- Казас И. И. О недостаточном образовании караимов и необходимости в открытии духовного караимского училища // Таврида. — Симферополь, 1881. — № 31, 32
- Казас И. И. Последнее желание: стихи // Караимская жизнь. — Москва, 1911. — Кн. 3-4. (август-сентябрь). — С. 4.
- Казас И. И. Талисиз // Ени-Терджиман. — Бахчисарай, 11.10.1917. — № 197.
- Казас И. И. Торат Гаадам, или начала Этики (по Поль Жану): На древнеевр. яз. — Варшава, 1889
- Казас И. И. Фенелон и его сочинение «О воспитании девиц»: Речь, произнес. на торжеств. акте Симфероп. жен. гимназии 30 авг. 1884 г. преп. педагогики И. Казасом. — Симферополь: Таврич. губ. тип., 1885. — 66 с.
- Казас И. И. Эмет Меэрец, т.е. «Истина из земли». Извлечение из сочинения Вигуру «Библия и новейшие открытия в Палестине, Египте и Ассирии»: На древнеевр. яз. — Одесса, 1908. — Вып. 1.
- Каззаз И. [Казас И. И.] Слово защиты // Новороссийский телеграф. — Одесса, 19.01.1869 (№ 9); Одесса, 22.01.1869 (№ 10).
- Караим [Казас И. И.] Караимское население в Новороссии // Одесский вестник. — Одесса, 1880. — № 9.
- Kazas E. Oł dor… // Karaj Awazy. — Łuck, 1931. — № 2. — s. 34.
- N. N. [Казас И. И.] Общие заметки о караимах // Караимская жизнь. — Москва, 1911. — Кн. 3-4. (август-сентябрь). — С. 37-71.
- Краткий практический учебник русского языка для татарских начальных школ / Сост. И. Казас. Отд. 1-2. — Одесса: тип. П. Францова, 1873—1875. — 2 т.
- Краткий практический учебник русского языка, составленный для начальных татарских школ Таврической губернии бывшим инспектором Симферопольской татарской учительской школы И. Казасом / Пер. на казан. наречие Максудов. — Казань: тип. Б. Л. Домбровского, 1900. — 60 с.
- Практический учебник древнееврейского языка для караимских училищ / Сост. инспектор Александр. караим. духов. уч-ща И. Казас. — Евпатория: тип. М. Мурованского, 1896. — [4], IV, 282 с.
- Русский букварь для татарских народных училищ / Сост. И. Казас. — Одесса: тип. П. Францова, 1870. — 30 с.